# Perfil (programa de televisão)
Perfil foi um programa de televisão apresentado por Otávio Mesquita. O programa foi exibido pela extinta Rede Manchete, pelo SBT e também pela Rede Record. Teve também breve passagem pela RedeTV!, quando foi exibido com o nome de Perfil 2000. Quando Mesquita se transferiu para a Rede Bandeirantes, o programa deu origem ao programa A Noite é uma Criança, que também deixou de existir para dar lugar ao Claquete.
| Emissora na qual o programa foi exibido | Período de exibição                         |
| --------------------------------------- | ------------------------------------------- |
| Rede Manchete                           | 11 de agosto de 1987 – agosto de 1988       |
| SBT                                     | dezembro de 1988 – maio de 1991             |
| Rede Record                             | julho de 1991 – setembro de 1992            |
| Rede Manchete                           | outubro de 1992 – agosto de 1993            |
| SBT                                     | agosto de 1993 – 27 de fevereiro de 1998    |
| RedeTV! (como Perfil 2000)              | 21 de julho de 2000 – 13 de outubro de 2001 |